# Sergio Mattarella
Pour les articles homonymes, voir Mattarella.
Sergio Mattarella (/ˈsɛrd͡ʒo matːaˈrɛlːa/), né le 23 juillet 1941 à Palerme, est un homme d'État italien, d'obédience démocrate-chrétienne. Il est président de la République italienne depuis le 3 février 2015.
Fils du député et ministre Bernardo Mattarella, Sergio Mattarella commence sa carrière politique après la mort de son frère Piersanti, assassiné en 1980 par la mafia sicilienne. Membre de la Démocratie chrétienne (DC) jusqu'à sa dissolution, chef des ex-morotei en Sicile, il siège à la Chambre des députés durant sept législatures, entre 1983 et 2008.
En 1987, il est nommé ministre pour les Relations avec le Parlement, avant d'être chargé, deux ans plus tard, du portefeuille de l'Éducation au sein du sixième gouvernement de Giulio Andreotti. Il démissionne l'année suivante pour protester contre un projet de loi favorisant certaines entreprises privées comme Fininvest.
Il fait adopter en 1993 une réforme du mode de scrutin pour l'élection des deux chambres du Parlement : surnommée « Mattarellum », elle remplace le système proportionnel en vigueur depuis 1946. Ayant appartenu au courant de centre gauche de la DC, il rejoint le Parti populaire italien (PPI) en 1994 et se fait réélire député sous les couleurs de L'Olivier en 1996.
En 1998, il est nommé vice-président du Conseil des ministres au sein du premier gouvernement de Massimo D'Alema, qui lui confie, un an plus tard, le portefeuille de la Défense : à ce titre, Mattarella abolit la conscription et promeut l'engagement militaire de l'Italie pour le maintien de la paix en Bosnie-Herzégovine et en Macédoine. Reconduit par Giuliano Amato, il quitte le gouvernement après la victoire du centre droit aux élections parlementaires de 2001.
Il met un terme à sa carrière politique sept ans plus tard, en 2008, quittant la Chambre des députés après un bref passage au Parti démocrate (PD). En 2011, fort de son passé d'enseignant en droit, il est élu juge à la Cour constitutionnelle par le Parlement.
En 2015, Sergio Mattarella est élu président de la République au quatrième tour de scrutin, après avoir obtenu 665 suffrages sur 995 votants. Succédant à Giorgio Napolitano, il est le premier chef de l'État italien né en Sicile.
À la suite des élections parlementaires de 2018, il se pose en « garant des engagements européens » de l'Italie pour s'opposer à une partie de la composition du gouvernement proposée par le Mouvement 5 étoiles et la Ligue, ce qui provoque une crise politique. Un compromis entre les deux formations et le président est finalement trouvé quelques jours plus tard.
En 2022, à 80 ans, après avoir initialement refusé de concourir pour un second septennat conformément à la tradition italienne, il est réélu président de la République en recueillant 759 voix sur 983 votants au huitième tour de scrutin. Second chef de l'État ainsi reconduit après Giorgio Napolitano, il détient depuis le 6 octobre 2023 le record de longévité à la présidence de la République italienne.

## Situation personnelle

### Naissance et origines
Issu d'une famille de juristes de tradition démocrate-chrétienne, Sergio Mattarella naît le 23 juillet 1941, à Palerme en Sicile. Il est le quatrième enfant de l'avocat Bernardo Mattarella, ministre au sein de plusieurs gouvernements de l'après-guerre. Son frère Piersanti mène lui aussi une carrière politique.
Dans ses jeunes années, Sergio Mattarella, qui vit à Rome du fait des activités politiques de son père, milite au sein du Mouvement des étudiants de l'Action catholique (MSAC), dont il devient le délégué pour Rome et le Latium en 1961 ; il le sera trois ans durant.

### Mariage et descendance
De son mariage avec Marisa Chiazzese, fille de l'universitaire Lauro Chiazzese qui fut recteur de l'université de Palerme entre 1950 et 1957, morte en 2012, sont nés trois enfants, prénommés Laura, Francesco et Bernardo Giorgio. Ce dernier, chargé de cours en droit administratif à l'université de Sienne, est le directeur du bureau de la législation du département de l'Administration publique et de la Simplification. La sœur de Marisa, Irma, avait épousé le frère de Sergio, Piersanti Mattarella.

## Carrière universitaire
Après des études secondaires au lycée San Leone Magno de Rome, un institut religieux tenu par les Frères maristes, il intègre la faculté de droit de l'université La Sapienza, qu'il quitte diplômé avec une mention très honorable en 1964, après la rédaction d'un mémoire intitulé La fonction d'orientation politique. Trois ans plus tard, en 1967, il s'inscrit à l'ordre des avocats du barreau de Palerme tout en entamant une brillante carrière universitaire : assistant de la chaire de droit constitutionnel, il est ensuite nommé professeur associé à la faculté de droit de l'université de Palerme. Il enseigne jusqu'en 1983, après son élection à la Chambre des députés.
Son travail universitaire est prolifique : outre des publications relatives au droit constitutionnel concernant le bicamérisme, les procédures législatives et les propriétés des administrations locales, il a rédigé un ensemble de travaux portant sur le développement économique régional et national.

## Parcours politique

### Débuts
Professeur à l'université, Sergio Mattarella n'envisageait pas une carrière politique, préférant se consacrer à ses travaux. Cependant, le 6 janvier 1980, son frère, Piersanti Mattarella, alors président de la région de Sicile, meurt assassiné par la mafia sicilienne, qui voulait lui faire payer sa lutte contre le crime organisé entreprise après son élection. Atteint de plusieurs balles, il meurt dans les bras de son frère Sergio.
Par tradition familiale, Sergio Mattarella adhère à la Démocratie chrétienne, le parti qui fut celui de son père et de son frère défunt. Il fréquente comme son frère assassiné, le courant Moro, du nom de l'ancien chef du gouvernement assassiné par les Brigades rouges et considéré comme progressiste.
Après avoir hésité, il s'engage dans le parti en participant à la commission nationale de la DC consacrée au scandale de la loge Propaganda Due. En 1982, il se rapproche du nouveau secrétaire de la Démocratie chrétienne, Ciriaco De Mita, lequel lui confie divers travaux pour la direction du parti, dont il est appelé à devenir l'un des cadres. L'année suivante, il est élu député de la circonscription de Palerme après avoir recueilli 119 969 voix préférentielles lors du scrutin du 26 juin 1983. Il devient ainsi le chef des ex-Morotei siciliens.
En novembre 1984, De Mita le nomme commissaire provincial de la DC palermitaine frappée par des scandales (arrestation de l'ancien maire Ciancimino, suicide du secrétaire Rosario Nicoletti…). Il s'entoure de deux adjoints, proches de son frère, Leoluca Orlando et Vittorino La Placa. Tous trois mènent une liste « du renouveau » aux municipales de 1985 avec les commissaires Enrico La Loggia, Vito Riggio et Elio Chimenti. Orlando prend la tête de Palerme avec le programme du « Printemps de Palerme » qui s'ouvre entre 1987 à 1990 aux Verts et aux Communistes, sous l'influence de Mattarella.

### Premiers portefeuilles ministériels

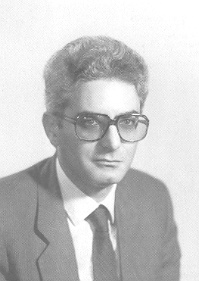
Sergio Mattarella en 1983.

Réélu député le 14 juin 1987 avec 143 935 votes de préférence, Sergio Mattarella est nommé ministre pour les Relations avec le Parlement dans le gouvernement de Giovanni Goria, au mois de juillet de cette même année ; sans portefeuille, il dépend du président du Conseil. Lorsque Ciriaco De Mita est désigné chef du gouvernement, Mattarella conserve ses fonctions dans le nouveau cabinet. À ce poste, où il doit gérer les rapports entre le gouvernement et la majorité parlementaire, il réorganise la présidence du Conseil et remanie les règlements parlementaires relatifs aux rapports avec le gouvernement.
Le 22 juillet 1989, le sixième gouvernement du démocrate-chrétien Giulio Andreotti prête serment au palais du Quirinal ; parmi les ministres du nouveau gouvernement, Sergio Mattarella est chargé de l'Éducation, un portefeuille qui fut souvent confié aux démocrates-chrétiens depuis l'après-guerre. Il est alors confronté à la réforme du système éducatif, à la question de l'autonomie de l'école et à la réorganisation des programmes d'enseignement secondaire. Néanmoins, il ne peut pas mener à bien l'ensemble de ces projets puisque le 27 juillet 1990, à peine un an après sa nomination, Mattarella remet sa démission au président du Conseil. Par cet acte, le ministre démissionnaire entend dénoncer le projet de loi défendu par le ministre des Postes et des Télécommunications Oscar Mammì, qui favorise les intérêts du secteur privé dans le domaine de l'audiovisuel, plus particulièrement ceux de l'entreprise Fininvest, dirigée par Silvio Berlusconi. Cette démission est critiquée par Andreotti qui ironise sur ce ministre qui se prononce contre une loi proposée par le gouvernement auquel lui-même appartient.
Néanmoins, au mois de décembre 1990, Mattarella devient l'un des vice-secrétaires de la Démocratie chrétienne, aux côtés de son dirigeant, Arnaldo Forlani ; il doit représenter, auprès de ce dernier, les courants démocrate-chrétiens de centre gauche. Il demeure l'un des cadres du parti jusqu'en 1992, quand Mino Martinazzoli en prend la direction. À cette époque, il rompt violemment avec Orlando, celui-ci quittant la DC pour fonder en 1991 la Rete autour d'un discours antimafia.
Sergio Mattarella prend ensuite la direction du quotidien démocrate-chrétien Il Popolo, qu'il dirige deux ans, jusqu'en 1994, puis contribue à la fondation du Parti populaire (PPI), constitué d'anciens démocrate-chrétiens comme lui. Il est le dernier secrétaire régional de la Démocratie chrétienne sicilienne, qui disparaît le 18 janvier 1994.
Il propose, en 1992, que Giuseppe Campione prenne la tête du gouvernement régional sicilien. Celui-ci est effectivement élu et prend la tête d'une coalition incluant notamment le Parti démocrate de la gauche (PDS) et qui adopte l'élection des maires au suffrage universel direct, dont Mattarella est l'un des inspirateurs.
Dans le cadre du scandale Tangentopoli, il est accusé de corruption mais les accusations sont abandonnées « car le fait est inexistant ».

### Loi Mattarella

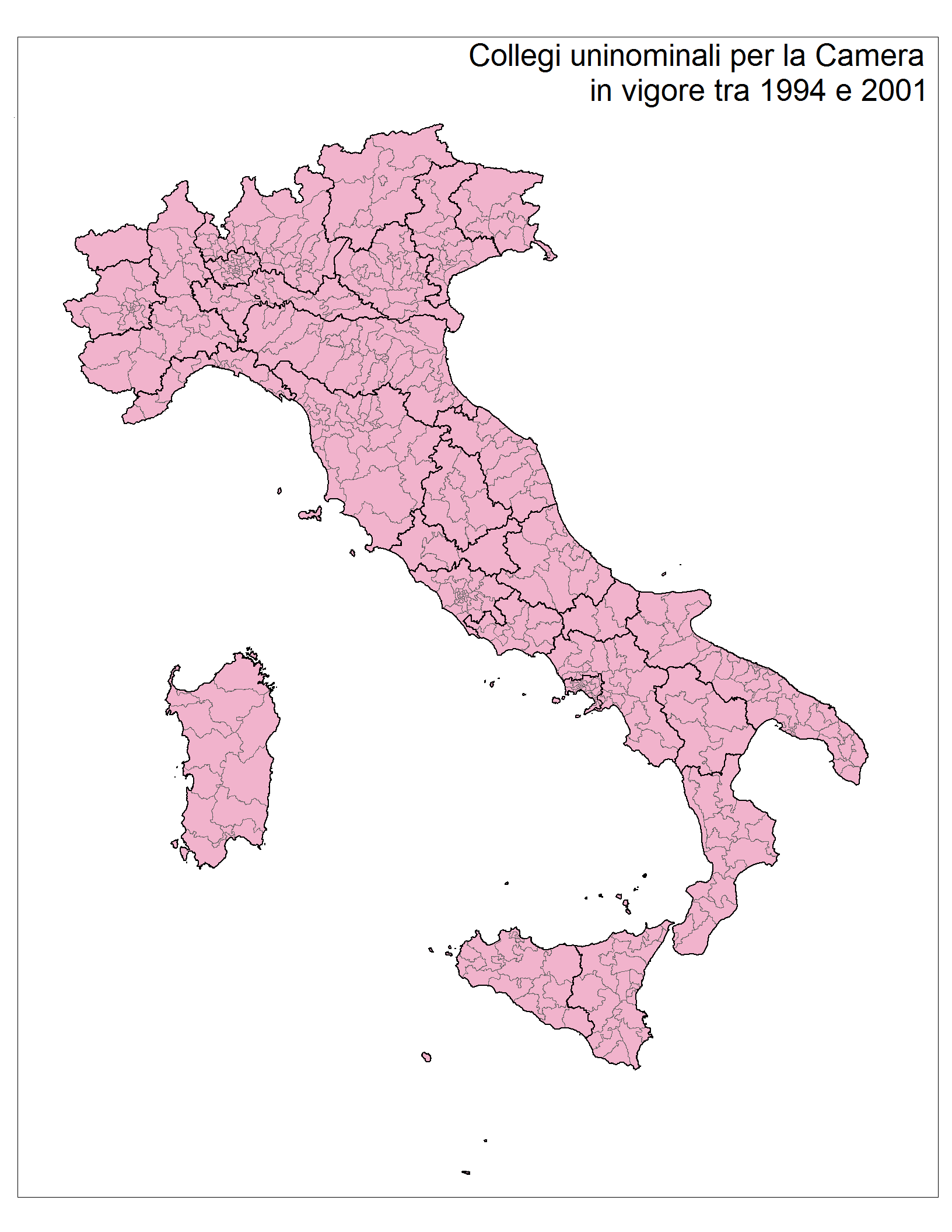
La carte électorale issue de la loi Mattarella pour la Chambre des députés.

Après avoir quitté le gouvernement, Sergio Mattarella se consacre à son mandat de député.
Le 23 avril 1992, la XIe législature est ouverte ; réélu député avec seulement 50 280 suffrages personnels, une baisse de 65 % par rapport au scrutin de 1987, Mattarella intègre la commission bicamérale pour les Réformes institutionnelles. Il en sera vice-président entre avril et septembre 1993.
À ce titre, il propose une réforme de la loi électorale pour la désignation des membres des deux chambres du Parlement. Cette proposition de loi engage une profonde réforme du système électoral adopté en 1946 et jamais remis en cause depuis : il s'agit en effet de passer d'un scrutin proportionnel pur à un scrutin mixte dans lequel les trois quarts des sièges de chaque chambre sont pourvus au scrutin uninominal majoritaire à un tour et le quart restant à la proportionnelle de Hare pour la Chambre des députés — avec un seuil de représentativité national de 4 % des suffrages exprimés — et la proportionnelle d'Hondt pour le Sénat. Elle diminue en outre de 32 à 27 le nombre de circonscriptions plurinominales pour la Chambre des députés.
Le texte, après de multiples débats à la Chambre des députés comme au Sénat, sera finalement promulgué le 4 août 1993, par le président de la République, Oscar Luigi Scalfaro, qui se disait favorable à cette proposition de loi. Il gagne le nom de « Mattarellum » ou de « Legge Mattarella », qui sera abolie en 2005, après l'adoption de la loi Calderoli dite « Porcellum ».

### Au second plan de la vie politique
Après les élections générales anticipées des 27 et 28 mars 1994, au cours desquelles il est élu député dans la nouvelle circonscription de Sicile-1, il devient vice-président de la commission des Affaires constitutionnelles de la Chambre des députés, alors que le PPI siège dans l'opposition à Silvio Berlusconi.
Critique régulier de ce dernier, Mattarella s'oppose à Rocco Buttiglione qui opère une scission du PPI pour s'allier à Forza Italia, puis il promeut la coalition de L'Olivier (L'Ulivo) avec Rosy Bindi et Beniamino Andreatta, qui soutient la candidature victorieuse de Romano Prodi lors des élections générales anticipées du 21 avril 1996 lors desquelles Mattarella se maintient à la chambre basse.

### Ministre de la Défense

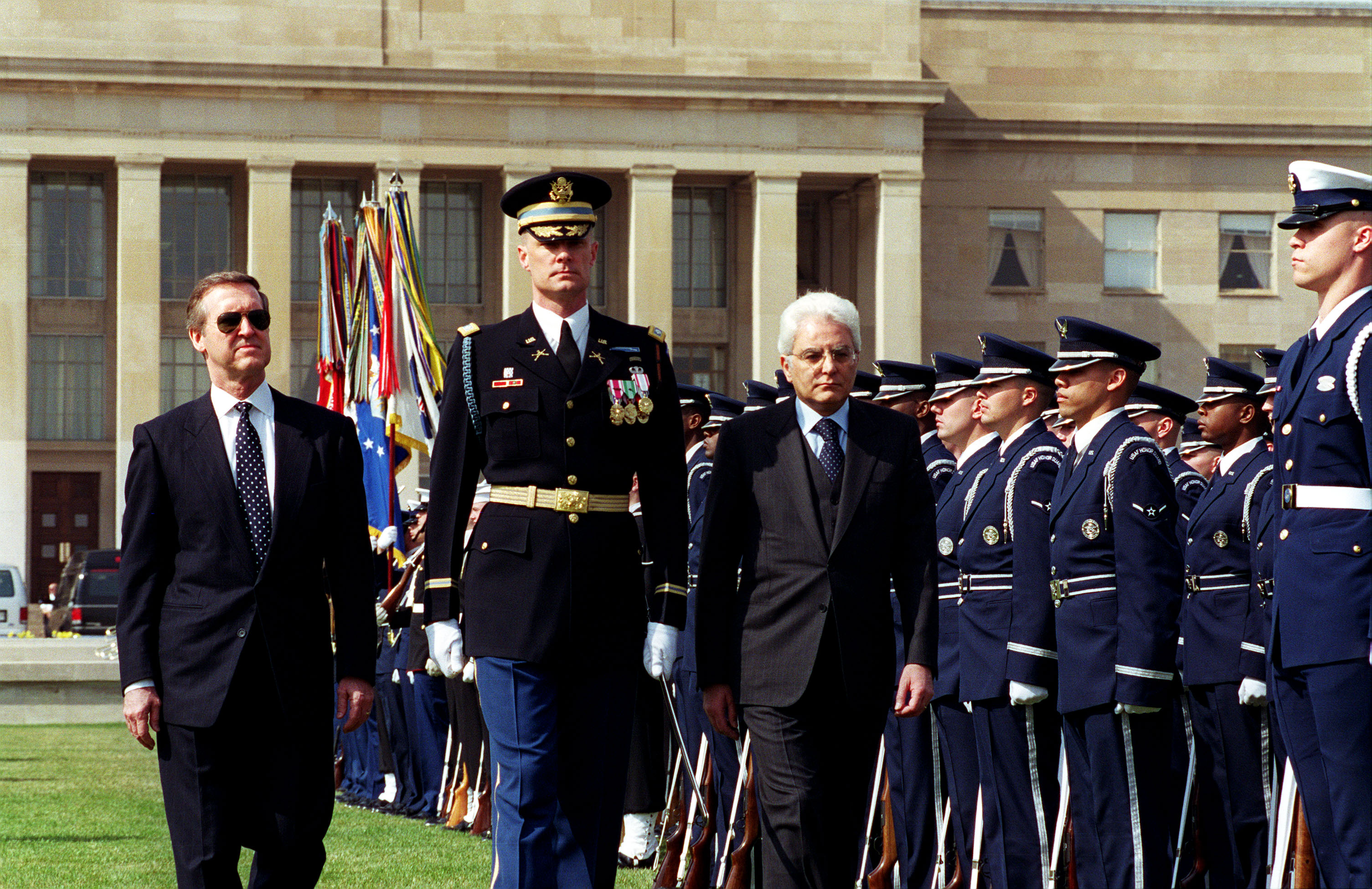
Sergio Mattarella au côté du secrétaire américain à la Défense William Cohen, le 23 mars 2000.

Le 21 octobre 1998, Sergio Mattarella devient vice-président du Conseil des ministres, au sein du premier gouvernement dirigé par le social-démocrate Massimo D'Alema ; en cette qualité, il est le « numéro deux » du gouvernement, bien qu'il ne détienne pas de portefeuille ministériel. Il est le premier vice-président du Conseil, depuis le socialiste Claudio Martelli en 1991, à n'exercer aucune responsabilité ministérielle.
Il perd cette charge le 22 décembre 1999 lorsqu'il est nommé ministre de la Défense dans le second gouvernement de D'Alema. Au mois d'avril 2000, il est confirmé dans le second gouvernement constitué par Giuliano Amato. Durant son mandat, il défend l'abolition du service militaire obligatoire et prône l'engagement militaire de l'Italie en Bosnie-Herzégovine comme en Macédoine afin que soit maintenue la paix dans ces régions instables.
Après la victoire de la coalition de centre droit, emmenée par Silvio Berlusconi, aux élections générales de 2001, Sergio Mattarella quitte le gouvernement pour retrouver pleinement son activité parlementaire. C'est un fidèle de Berlusconi, Antonio Martino, qui récupère le portefeuille de la Défense.

### Retraite politique progressive

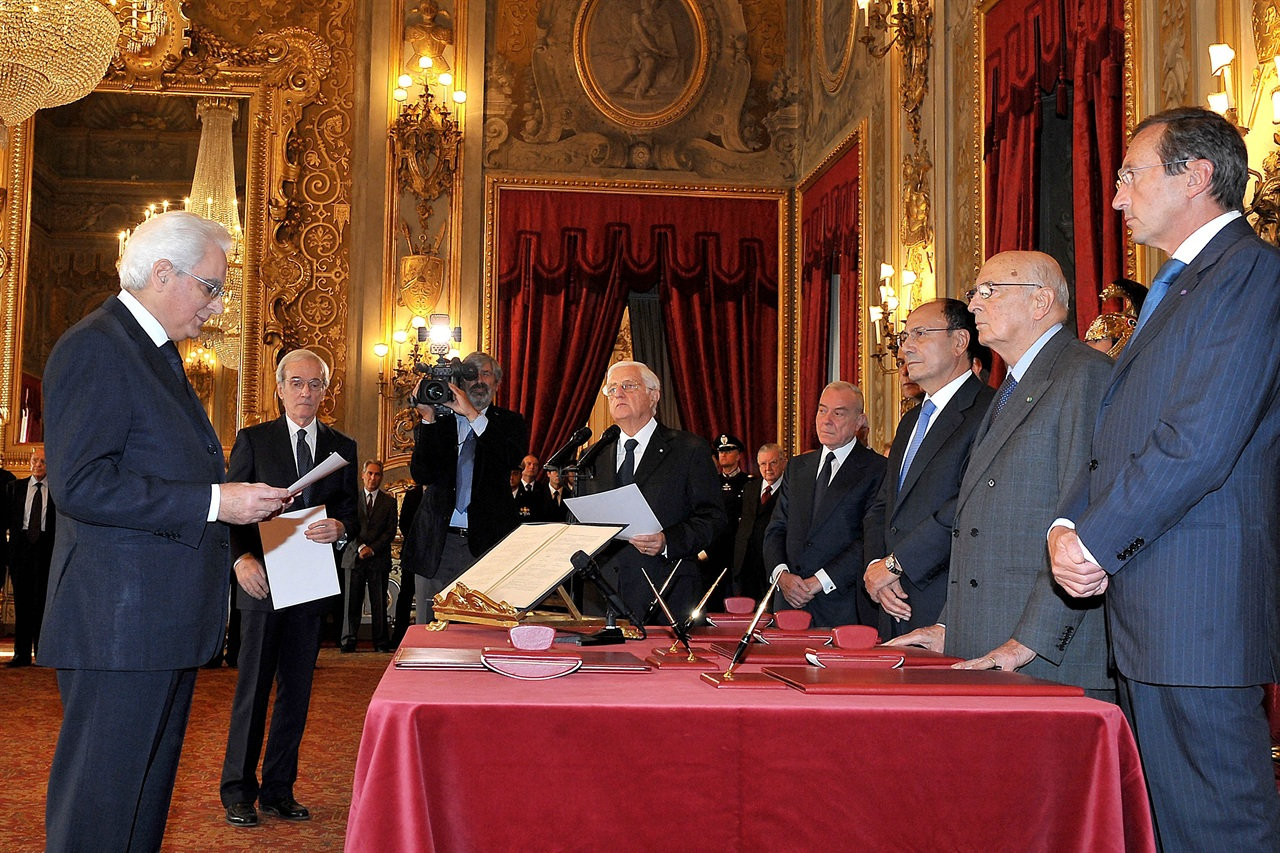
Sergio Mattarella est assermenté juge constitutionnel le 11 octobre 2011.

Le 13 mai 2001, Sergio Mattarella est une nouvelle fois réélu député sur la liste de la Marguerite, une formation centriste issue du Parti populaire italien. À cette occasion, il se fait élire à la proportionnelle dans la circonscription du Trentin-Haut-Adige, renonçant à représenter la Sicile pour la première fois depuis dix-huit ans au profit de son collègue de gouvernement, Salvatore Cardinale.
Nommé membre du comité pour la Législation par le président de la Chambre Pier Ferdinando Casini, il en devient aussitôt le vice-président. Il en occupe même la présidence entre 2002 et 2003.
En 2005, il décline la proposition des leaders de gauche Angelo Capodicasa et Antonello Cracolici d'affronter Salvatore Cuffaro pour la présidence de la Région sicilienne, craignant le refus de La Marguerite. Son parti présente alors l'ancien recteur de Catane Ferdinando Latteri alors que les Démocrates de gauche soutiennent Rita Borsellino qui emporte les primaires. Il est cité comme possible dirigeant en Sicile du Parti démocrate qui nait en 2007 et dans lequel son neveu, prénommé Bernardo comme son grand-père, s'engage.
Il est de nouveau réélu à la Chambre de députés lors des élections du 10 avril 2006, dans la circonscription de Sicile-1 comme candidat de L'Olivier dans le cadre de L'Union. Durant cette XVe législature, il préside la commission juridictionnelle pour le personnel de la Chambre des députés ; c'est la dernière charge publique qu'il exerce puisqu'au mois de février 2008, la dissolution du Parlement décidée par le président Giorgio Napolitano précède de nouvelles élections, auxquelles Mattarella ne se présente pas. Il met alors un terme à une carrière politique longue de vingt-cinq années.
Le 5 octobre 2011, Sergio Mattarella est élu juge à la Cour constitutionnelle par les parlementaires réunis en session conjointe. À l'issue du quatrième tour de scrutin, il recueille 572 suffrages, soit seulement un de plus que la majorité qualifiée ; il prête serment devant le président de la République, Giorgio Napolitano, le 11 octobre suivant, au palais du Quirinal. Comme juge constitutionnel, Mattarella a été le rapporteur de trente-neuf sentences rendues par la Cour et il est l'un des juges qui, le 4 décembre 2014, ont déclaré l'inconstitutionnalité de la loi électorale de 2005, en raison d'une excessive prime de majorité. Il signe également l'arrêt de la Cour constitutionnelle qui conclut que les lois approuvées par l'Assemblée régionale sicilienne doivent désormais entrer directement en vigueur en Sicile, sans contrôle de légalité préalable du commissaire d'État.
Au mois d'avril 2013, son nom est évoqué pour la succession de Giorgio Napolitano à la présidence de la République italienne, comme ceux de Romano Prodi, Franco Marini ou Emma Bonino. Finalement, les deux premiers seront les candidats, défaits, du centre gauche à l'élection présidentielle mais les divisions du centre gauche auront pour conséquence la réélection du chef de l'État sortant, Giorgio Napolitano.

### Président de la République

#### Premier mandat (2015-2022)

##### Élection et investiture

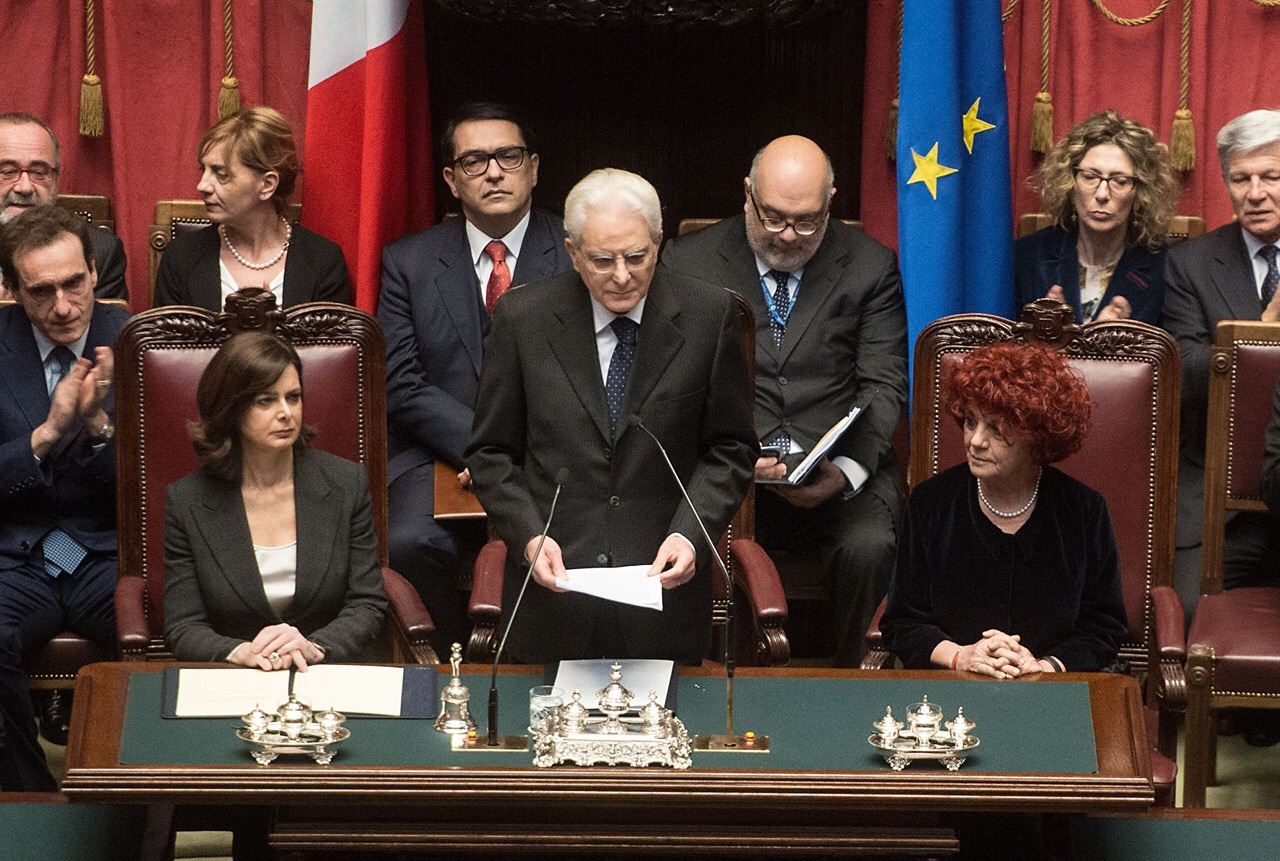
Sergio Mattarella prononce son discours d'investiture devant le Parlement, au palais Montecitorio, le 3 février 2015.

La démission du chef de l'État, Giorgio Napolitano, survenue le 14 janvier 2015, rend nécessaire l'élection d'un nouveau président de la République. Comme en 2013, certaines personnalités sont pressenties pour la succession du vieux président qui ne voulait pas exercer son second mandat de sept ans jusqu'à son terme : les noms de Romano Prodi, de Giuliano Amato et de Massimo D'Alema sont les plus cités pour l'élection du nouveau chef de l'État.
Néanmoins, le 28 janvier suivant, le président du Conseil et secrétaire du Parti démocrate, Matteo Renzi, indique devant sa formation qu'il compte présenter la candidature de Sergio Mattarella à l'élection présidentielle, mettant en avant son intégrité et son combat contre la mafia,,. Si la candidature du juge constitutionnel est largement approuvée par les grands électeurs du Parti démocrate réunis avant l'ouverture du scrutin, elle est néanmoins contestée par la droite dirigée par Silvio Berlusconi qui, bien que déchu de son mandat de sénateur, entend peser de tout son poids dans l'élection du nouveau chef de l'État puisque jusqu'à présent, son soutien était indispensable pour l'approbation, par les parlementaires, de réformes institutionnelles majeures.
Lors des trois premiers tours de scrutin, la candidature de Mattarella ne recueille qu'un nombre fort restreint de suffrages, car Renzi, sachant que son candidat ne pouvait être élu à la majorité des deux tiers des grands électeurs, voulait attendre le quatrième tour de scrutin pour que Sergio Mattarella soit désigné. Le 31 janvier, à l'issue du quatrième tour, Sergio Mattarella est finalement élu président de la République italienne par 665 suffrages sur 991 grands électeurs. Premier président originaire de Sicile, il est également le premier juge constitutionnel élu à la présidence, et le premier chef de l'État depuis Oscar Luigi Scalfaro à avoir appartenu à la DC. La candidature de Mattarella avait été appuyée par plusieurs partis comme le Parti démocrate (PD), Gauche, écologie et liberté (SEL), l'Union de centre (UdC), Choix civique pour l'Italie (SC) et le Nouveau Centre droit (NCD), mais dénoncée par le Mouvement 5 étoiles (M5S) et Forza Italia (FI), le parti de Berlusconi.
Après avoir reçu le procès-verbal de l'élection des mains de la présidente de la Chambre des députés, Laura Boldrini, dans les heures qui suivent la proclamation des résultats, le président élu se contente de faire une déclaration sommaire devant les journalistes présents : « Mes pensées vont surtout, et avant tout, aux difficultés et aux espérances qui sont celles de nos concitoyens » dit-il, avant d'ajouter que ce propos « suffisait pour l'instant ».
La presse italienne analyse l'élection du nouveau président comme une victoire tactique de Renzi, qui a su à la fois ressouder sa majorité, se passer du soutien de Silvio Berlusconi et isoler le Mouvement 5 étoiles. Le 2 février suivant, c'est-à-dire la veille de sa prestation de serment, Sergio Mattarella se démet de sa fonction de juge de la Cour constitutionnelle.
En effet, le 3 février, le nouveau président de la République prête serment durant une cérémonie officielle, devenant ainsi le douzième chef de l'État républicain d'Italie. Dans son discours d'investiture, régulièrement applaudi par les grands électeurs convoqués pour l'occasion, Sergio Mattarella, premier président né en Sicile, évoque longuement la lutte contre la corruption, répandue dans la péninsule, et le crime organisé, qui coûta la vie à son frère trente-cinq ans auparavant, estimant qu'il s'agissait d'une « priorité absolue » pour les institutions,.

##### Présidence austère

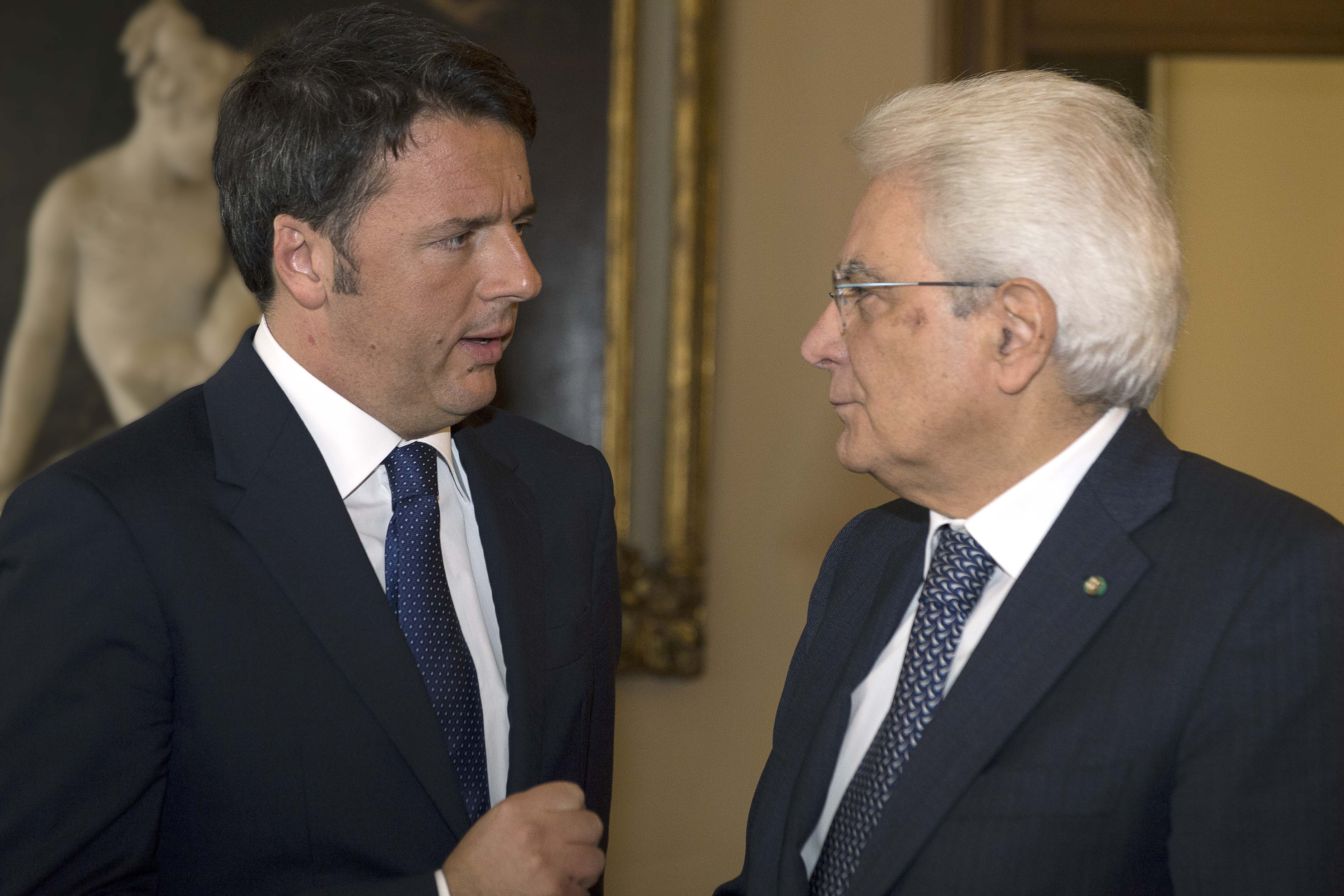
Matteo Renzi et Sergio Mattarella au palais du Quirinal, le 15 octobre 2015.

Peu connu lorsqu'il entre au palais du Quirinal, Sergio Mattarella gagne progressivement l'estime de ses compatriotes du fait, notamment, de son comportement personnel : après son élection, il a rendu hommage aux victimes du massacre des Fosses ardéatines, puis il a décidé, juste après son investiture, de restreindre le parc automobile du palais présidentiel. En outre, il a décidé d'ouvrir les portes du palais du Quirinal au public chaque jour de la semaine quand il n'était, jusqu'alors, accessible que le dimanche.
Près de sept mois après son élection, le président Sergio Mattarella gagne en popularité d'après un sondage de l'institut Ixè indiquant que 60 % de ses concitoyens jugent leur président comme étant le responsable politique le plus digne de confiance, loin devant le président du Conseil approuvé, lui, par seulement 30 % des sondés.
Au mois de mars 2016, un rapport relatif au budget prévisionnel de la présidence de la République pour l'année 2016 et publié sur son propre site Internet indique que la rigueur instituée par le chef de l'État vis-à-vis des membres du personnel, de l'entretien du palais présidentiel et de la réduction du parc automobile permettrait, à moyen terme, l'économie d'au moins cinq millions d'euros. La presse italienne ne manque pas de saluer cet effort de « plus grande sobriété », alors que l'institution présidentielle était, de longue date, critiquée pour ce qu'elle devait coûter aux contribuables italiens,.

##### Première crise politique

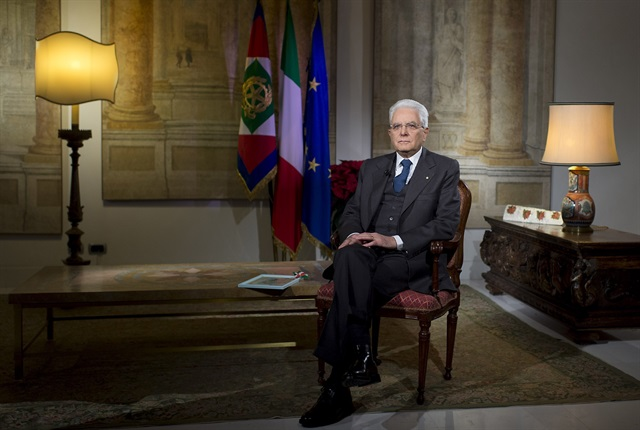
Le président Mattarella durant son discours télévisé de fin d'année, au Quirinal, le 31 décembre 2016.

Après la victoire massive du « Non » au référendum constitutionnel du 4 décembre 2016, le chef du gouvernement annonce sa démission pour le lendemain, désavoué par l'ampleur de la victoire de ses opposants, quasiment tous unis pour dénoncer ce projet de réforme ; tous les regards, en Italie comme à l'étranger, se tournent alors vers le président Mattarella, de fait confronté à la première crise politique de son septennat,,. Dans un premier temps, le chef de l'État, auquel la Constitution confère le pouvoir de dénouer une telle crise, suggère au président du Conseil sortant d'expédier les affaires courantes et de « surseoir » à sa démission jusqu'à ce que le projet de budget pour 2017 soit adopté par le Parlement.
Après l'adoption de la loi de finances par le Sénat, Renzi revient au palais du Quirinal le 7 décembre et présente sa démission au président de la République, qui l'accepte mais le charge d'expédier les affaires courantes jusqu'à ce qu'un nouvel exécutif puisse être formé. À cette occasion Sergio Mattarella fait savoir qu'il juge « inconcevable » d'organiser des élections anticipées sans que n'eut été adoptée nouvelle loi électorale. Il entame alors une série de consultations des principaux responsables institutionnels et politiques qui doit le conduire, d'ici à la semaine suivante, à prendre une décision quant à la suite des événements,.
Quelques heures après la fin de ses consultations, le 11 décembre suivant, le chef de l'État décide finalement de confier au ministre sortant des Affaires étrangères, Paolo Gentiloni, la mission de former le prochain gouvernement, ce que celui-ci, conformément à la tradition, accepte « avec réserve ». Dès le lendemain, celui-ci se rend au Quirinal pour présenter la liste des ministres nommés dans le nouveau gouvernement, lequel prête serment devant le chef de l'État ; ce gouvernement, au sein duquel sont confirmés plusieurs ministres issus du précédent cabinet, obtient dans les jours suivants la confiance du Parlement.
Critiqué par l'opposition pour avoir refusé de convoquer des élections anticipées afin de favoriser la fin de cette crise politique, l'une des plus brèves de l'histoire de la République, Sergio Mattarella s'est justifié, dans son discours télévisé de fin d'année, retransmis le 31 décembre 2016, de ne pas avoir appelé les électeurs à se prononcer à l'occasion de nouvelles élections, expliquant que « les règles [d'un tel] scrutin n'existent pas », du fait d'une loi électorale rendant très improbable l'émergence d'une majorité parlementaire claire aussi bien à la Chambre qu'au Sénat ; le chef de l'État avait précédemment appelé de ses vœux à l'adoption d'une nouvelle loi électorale.

##### Événements post-électoraux de 2018

###### Impasse née des élections générales

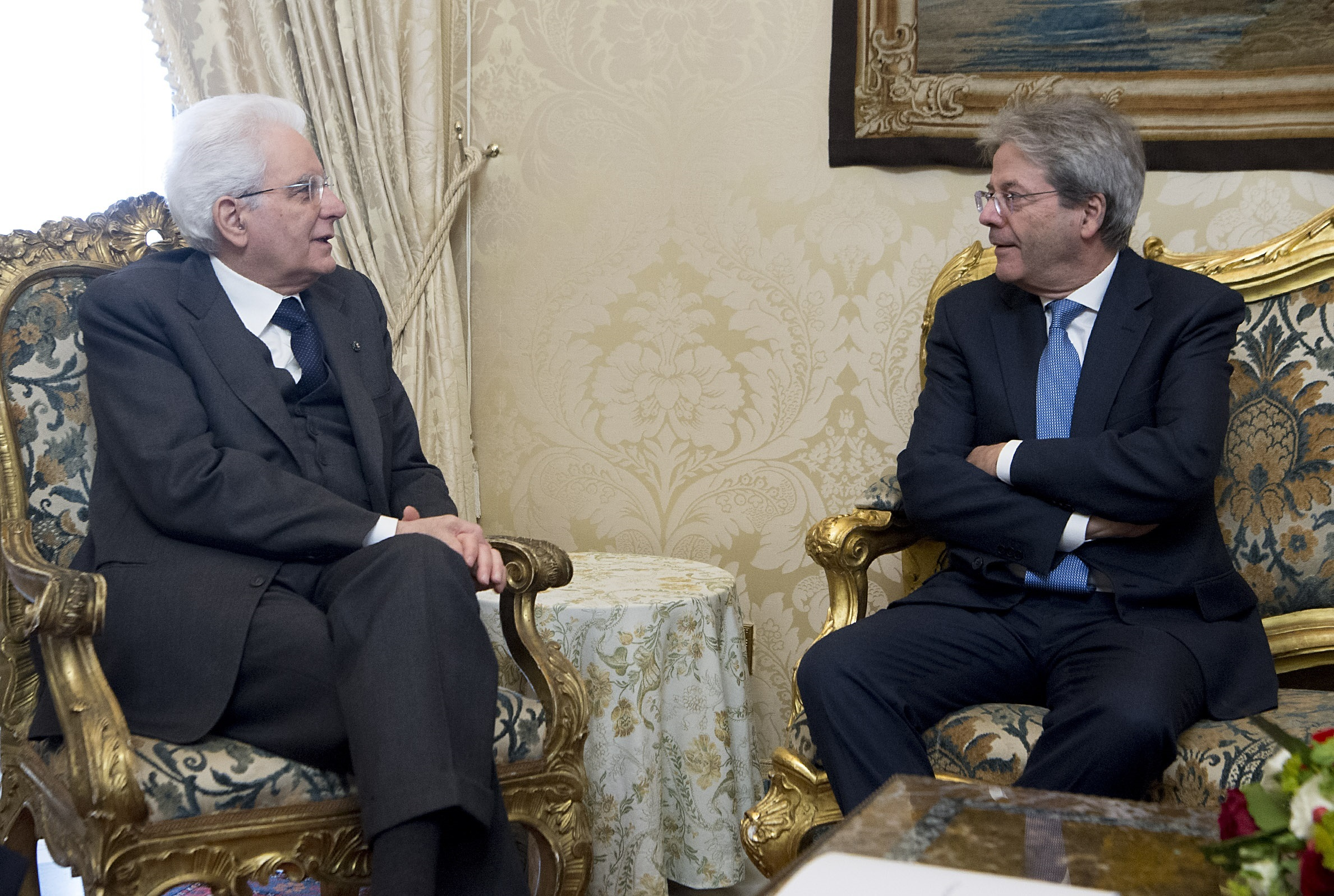
Sergio Mattarella et Paolo Gentiloni au palais du Quirinal, le 24 mars 2018.

Après les élections générales du 4 mars 2018 marquées par un succès des formations dites « populistes » que sont le Mouvement 5 étoiles et la Ligue dirigée Matteo Salvini, le président Sergio Mattarella revient au centre du jeu politique aux yeux d'une importante partie des observateurs de la vie politique italienne et de la presse transalpine et internationale. Car en l'absence d'une majorité parlementaire claire issue des urnes, le chef de l'État peut s'interposer comme un arbitre consensuel pour résoudre une éventuelle crise politique et tandis que l'éventualité d'une coalition gouvernementale « antisystème » se fait de plus en plus probable, Mattarella fait figure de contrepoids institutionnel garant de sérieux de l'avis, notamment, des partenaires de l'Italie et des autorités de l'Union européenne.
Les tractations pour la formation du prochain exécutif s'annoncent compliquées, d'autant que le secrétaire du Parti démocrate, Matteo Renzi, ex-président du Conseil et artisan de l'élection, trois ans plus tôt, de Mattarella à la magistrature suprême, annonce que son parti siégera dans l'opposition durant la prochaine législature, rendant difficilement probable la perspective d'un gouvernement associant le Mouvement 5 étoiles, devenu la première formation politique du pays, et le Parti démocrate, sorti laminé de ces élections, usé par cinq ans d'exercice du pouvoir. De leur côté, les élus du parti fondé par Beppe Grillo refusent catégoriquement d'envisager une alliance potentielle avec la coalition de centre droit dirigée par Matteo Salvini et comptant, dans ses rangs, le parti de Silvio Berlusconi, incarnation, aux yeux de ces élus, d'un passé politique que les électeurs ont décidé de condamner en votant pour le Mouvement 5 étoiles.
Après l'élection de Roberto Fico (M5S) à la présidence de la Chambre et la désignation d’Elisabetta Casellati (FI) comme première femme présidente du Sénat, événements inauguraux de la XVIIIe législature, un communiqué du Quirinal annonce l'ouverture, par le chef de l'État, d'un premier cycle de consultations des partis politiques destinés à la formation d'un nouveau gouvernement,. Mais ces deux jours de consultations menées par Mattarella se révèlent infructueux, tant et si bien que le chef de l'État convoque une nouvelle fois les partis politiques les 12 et 13 avril suivants pour évaluer la situation. Devant l'incapacité des partis, dont surtout le M5S et la Ligue, à s'entendre, Mattarella en vient à créer la surprise en chargeant la présidente du Sénat, Elisabetta Casellati, de mener ses propres consultations dans le cadre d'une « mission d'exploration » destinée à sonder l'éventualité d'une majorité associant le M5S et la coalition de centre droit, à compter du 18 avril ; après l'échec dont a rendu compte Casellati, le président Mattarella renouvelle l'exercice en confiant, quelques jours plus tard, la même mission au président de la Chambre des députés, Roberto Fico, qui doit approcher le Parti démocrate pour une éventuelle coalition gouvernementale, sans succès.
Fortement irrité par l'immobilisme des partis représentés au Parlement, Sergio Mattarella suggère, dès le 7 mai, la formation d'un « gouvernement neutre » que dirigerait une personnalité apolitique à titre provisoire, le temps que puisse se constituer une majorité parlementaire ou, faute de mieux, préparer une nouvelle loi électorale préparant le pays à de nouvelles élections, scénario envers lequel le président de la République ne cache pas ses réticences. L'initiative présidentielle rencontre toutefois une forte opposition émise par le représentant du M5S, Luigi Di Maio, et le chef de la Ligue, Matteo Salvini, qui montent au Quirinal pour solliciter un délai supplémentaire de la part du chef de l'État, qui accepte de renoncer à son idée initiale pour laisser Di Maio et Salvini négocier dans le dessein de voir se constituer rapidement un gouvernement.
Le 22 mai, sur proposition des vainqueurs des élections, il annonce un temps de réflexion et de consultation avec Fico et Casellati, évoquant ses doutes quant à l'autonomie future d'un président du Conseil totalement nouveau en politique face à deux leaders populistes particulièrement influents, dans un contexte de mise en garde par la Commission européenne face aux possibles dérapages budgétaires.

###### Crise institutionnelle
Le 23 mai, le président Mattarella charge le juriste Giuseppe Conte de former le gouvernement, ce que ce dernier accepte avec réserve, conformément à la tradition. L'annonce de la composition du gouvernement est alors annoncée pour le 25 mai, mais cette date est cependant repoussée, du fait des désaccords portant sur la composition du gouvernement. Sergio Mattarella — en tant que garant constitutionnel des traités européens — s'oppose rapidement à la nomination de l'eurosceptique Paolo Savona comme ministre de l'Économie et des Finances ; face à cette opposition relevant des prérogatives du président de la République, Giuseppe Conte renonce au mandat présidentiel, contraignant Mattarella à intervenir publiquement, quelques minutes après l'annonce de ce renoncement, pour expliquer les raisons du refus émis par le chef de l'État à accepter la nomination de Savona au sein de l'exécutif. Par la suite, le président Mattarella convoque l'économiste Carlo Cottarelli, ancien cadre du FMI, au palais du Quirinal pour le charger de former un « gouvernement technique » chargé d'assurer la continuité de l'État, dans l'attente de nouvelles élections, convoquées entre septembre 2018 et début 2019 ; le choix présidentiel est rapidement contesté par la Ligue et le chef du M5S, Luigi Di Maio, qui réclame alors la destitution du président de la République, toutefois réfutée par Matteo Salvini qui ne voit pas l'opportunité d'une telle initiative.
Le 31 mai suivant, après de discrètes tractations opérées entre Mattarella, Di Maio et Salvini, qui conviennent finalement que les « conditions sont réunies » pour que soit formé rapidement un cabinet, Carlo Cottarelli, persuadé de ne pas obtenir l'investiture du Parlement, renonce, à son tour, à la formation du prochain exécutif, appelant de ses vœux à la constitution d'un gouvernement bel et bien « politique » entre le M5S et la Ligue. Le soir-même, Giuseppe Conte revient au Quirinal et, après avoir fourni au chef de l'État des assurances écrites portant sur le maintien de l'Italie au sein de la zone euro et des organisations internationales dont elle est pleinement membre, se voit confirmer comme président du Conseil pressenti, informant dans la foulée que le nouveau gouvernement italien prêtera serment le lendemain, le 1er juin 2018, après quasiment trois mois d'impasse politique.

##### Crise politique de l'été 2019
Le 20 août 2019, Giuseppe Conte démissionne de la présidence du Conseil après que Matteo Salvini a argué des désaccords entre les deux partis au pouvoir sur la liaison ferroviaire transalpine Lyon - Turin pour demander un retour aux urnes. Le chef de l'État engage donc des consultations avec les partis afin de trouver une solution à la crise gouvernementale. Si Salvini se dit toujours favorable à la dissolution du Parlement, le M5S s'y oppose au nom de la situation économique. Luigi Di Maio annonce sa volonté de mener des discussions dans le but de forger une nouvelle majorité parlementaire, solution également soutenue par Nicola Zingaretti du Parti démocrate (PD). À l'issue de ses consultations, le 22 août, Mattarella indique qu'il laisse aux partis un délai de quatre jours pour mener des discussions, indiquant de nouvelles consultations pour le 27 août. Il précise qu'à défaut d'un exécutif capable d'obtenir la confiance de la Chambre et du Sénat sur un mandat précis, il prononcera la dissolution des assemblées.
Le 28 août, le M5S et le PD annoncent avoir indiqué à Mattarella qu'ils sont prêts à former un gouvernement — dont le programme et la composition restent à définir — sous la présidence de Conte. Le président de la République reçoit le lendemain le président du Conseil démissionnaire et l'invite donc à constituer une nouvelle équipe, mission que l'intéressé accepte « avec réserve » comme le veut la tradition. L'assermentation de l'exécutif est alors attendue sept jours plus tard.

##### Crise diplomatique entre la France et l'Italie en 2019

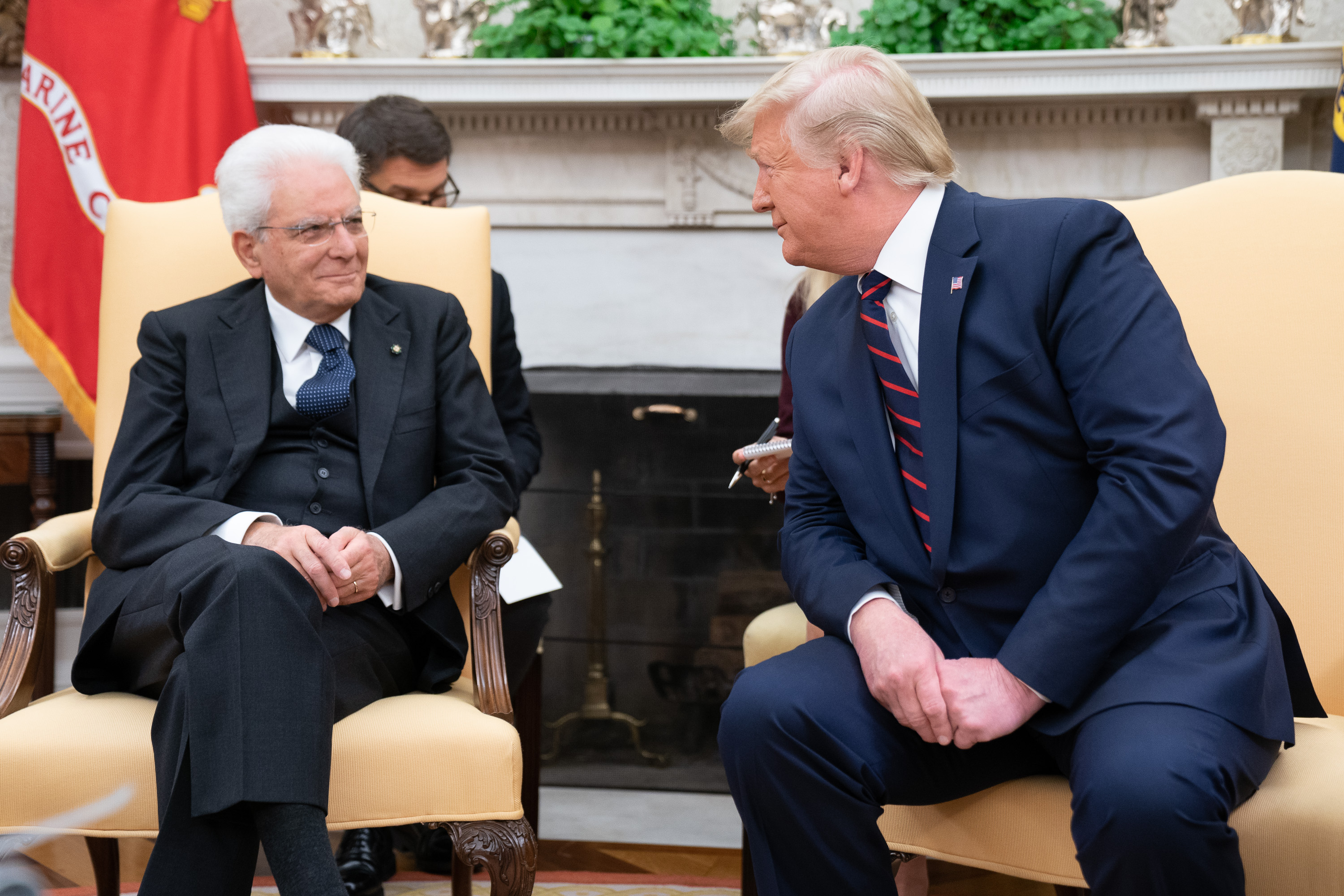
Sergio Mattarella et le président américain Donald Trump (Maison-Blanche, octobre 2019).

Le 7 février 2019, après plusieurs mois d'escalades verbales entre les gouvernements français et italiens (notamment entre Emmanuel Macron et les deux vice-présidents du Conseil), la France décide de rappeler l'ambassadeur français en Italie. La crise diplomatique qui s'ensuit est inédite dans l'histoire européenne depuis la fin de la seconde Guerre mondiale. Apparaissant comme l'interlocuteur privilégié d'Emmanuel Macron, au détriment de la coalition jaune-verte, Sergio Mattarella œuvre à la résolution de la crise.

#### Second mandat (depuis 2022)

##### Réélection

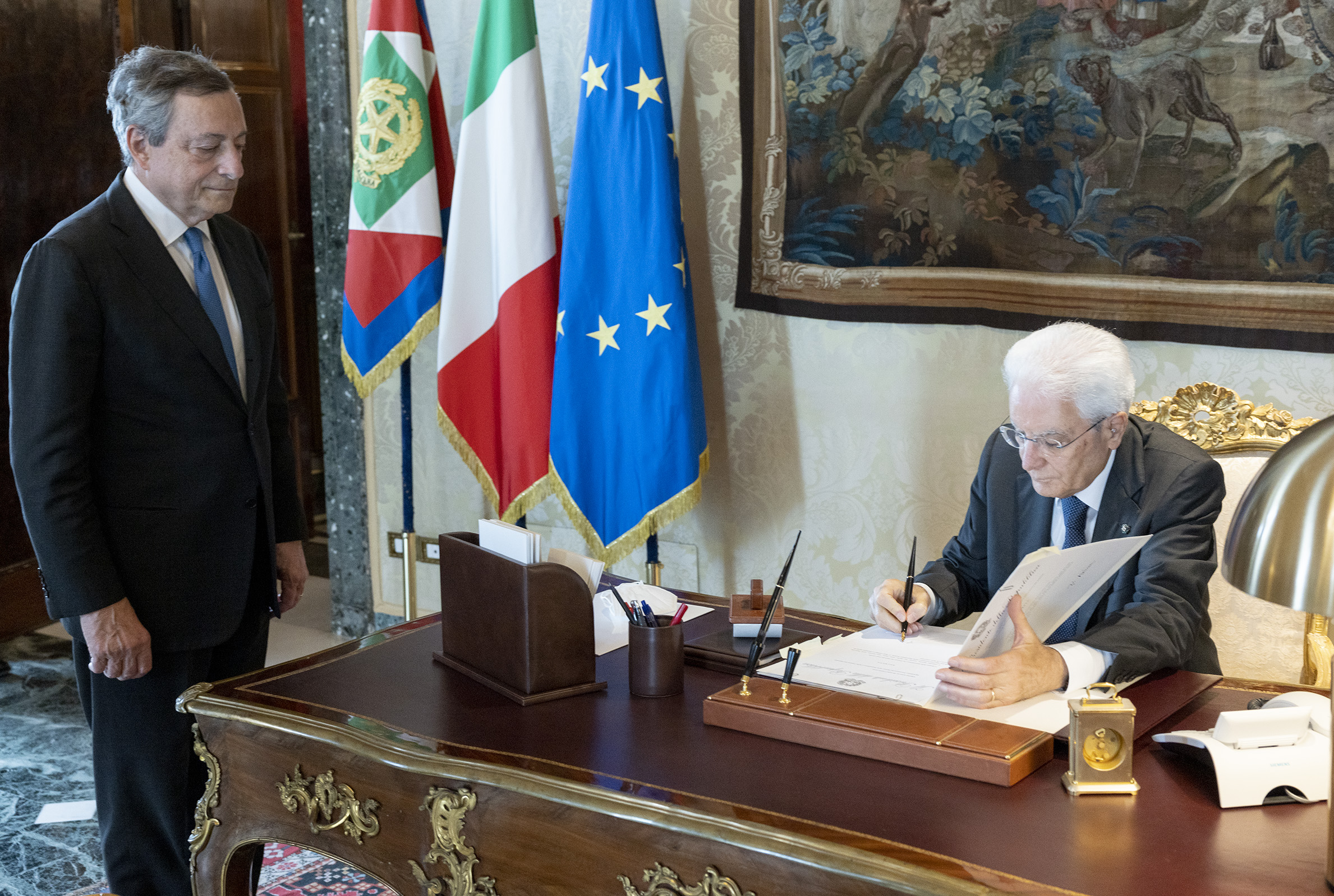
Sergio Mattarella signant le décret de dissolution des chambres le 21 juillet 2022 devant Mario Draghi.

En mai 2021, répondant à des élèves à l’occasion de la visite d’une école, Sergio Mattarella annonce qu'il ne briguera pas un second mandat lors de l'élection présidentielle de 2022, notamment en raison de son âge.
Évoquée depuis des années, la candidature de Mario Draghi au scrutin présidentiel fait l'objet d'une grande incertitude, une réélection de Mattarella pour quelques années dans une répétition de la transition assurée par Giorgio Napolitano étant même évoquée. Le 29 décembre, cependant, Mario Draghi annonce être disposé à accéder à la présidence de la République lors d'une conférence de presse. Le président du Conseil estime le travail effectué par son gouvernement lors des dix derniers mois suffisant pour mettre en œuvre le plan de relance européen « quelle que soit la personne à la barre ». Il se présente à cette occasion comme un « grand-père […] au service des institutions ». Le président du Conseil fait cependant toujours face à la réticence d'une partie de la coalition gouvernementale, plusieurs partis craignant que son élection à la présidence de la République — et son retrait consécutif de celle du Conseil — ne conduise à une nouvelle crise politique et à la convocation d'élections générales anticipées,.
Cependant, le 29 janvier 2022, après huit tours de scrutin et l'arrivée en tête de Mattarella aux derniers tours, les partis de la coalition au pouvoir se mettent d'accord pour réélire le président sortant. Selon la ministre pour les Affaires régionales, Mariastella Gelmini, « la volonté du président Sergio Mattarella d’effectuer un second mandat, à la demande de l’écrasante majorité des partis politiques, démontre son sens des responsabilités et son attachement au pays et à ses institutions »,,. Cette situation s'était déjà produite en 2013 avec Giorgio Napolitano qui avait consenti à sa réélection malgré son grand âge et son souhait initial de quitter la présidence de la République.
Le 3 février 2022, Sergio Mattarella est de nouveau investi président de la République pour un second septennat.

##### Crise politique de l'été 2022 et élections parlementaires
Le 14 juillet 2022, Mario Draghi présente sa démission après le refus du vote de confiance au Parlement du Mouvement 5 étoiles. Celle-ci est d'abord rejetée par le chef de l'état qui lui suggère de se présenter au Parlement « afin qu'ait lieu une évaluation de la situation ». Le 20 juillet, Draghi perd le soutien de la Ligue et de Forza Italia lors d'un vote de confiance au Sénat. Le lendemain, Mattarella reçoit le président du Conseil des ministres italien qui lui présente à nouveau la démission de son gouvernement. Le chef de l'État déclare en « prendre acte », et charge Draghi d’expédier les affaires courantes jusqu’à l’organisation de nouvelles élections.
À l'issue de la crise gouvernementale de 2022, le président décide de dissoudre les deux chambres et de convoquer des élections anticipées. Les résultats montrent une victoire de la coalition de centre droit et l'arrivée en tête du parti d'extrême droite Frères d'Italie. Sa dirigeante, Giorgia Meloni, est chargée le 21 octobre 2022 de former un gouvernement par Mattarella. Elle prête serment le lendemain avec l'ensemble de ses ministres au palais du Quirinal, devenant la première femme à prendre la direction du gouvernement italien.

## Décorations

### Italiennes
- Chevalier grand-croix au grand cordon de l'ordre du Mérite de la République italienne‎ (décret du 24 octobre 2011 sur proposition du président de la République)[71]
- Grand maître de l'ordre de l’Étoile de la solidarité italienne
- Grand maître de l'ordre de Vittorio Veneto
- Grand maître de l'ordre du Mérite du travail
- Grand maître de l'ordre militaire d'Italie
- Médaille du mérite de la culture et de l'art (décret du 27 décembre 1991)[72]

### Étrangères
- Collier de l’ordre du Mérite national ( Algérie)
- Grand-croix, 1re classe de l'ordre du Mérite ( Allemagne)
- Médaille de l’ordre d'Agostinho Neto ( Angola)[73]
- Collier de l'ordre du Libérateur San Martín ( Argentine)
- Grand-croix de l’ordre de la Gloire ( Arménie)
- Grande étoile de l'ordre du Mérite ( Autriche)
- Médaille de l'ordre Heydar Aliyev ( Azerbaïdjan)[74]
- Grand cordon de l'ordre de Léopold ( Belgique)
- Grand collier de l'ordre de la Croix du Sud ( Brésil)
- Grand-croix de l’ordre de la Stara Planina ( Bulgarie)
- Grand-croix de l’ordre de la Valeur ( Cameroun)
- Grand collier de l’ordre Makarios III (en) ( Chypre)
- Grand ordre de Mugunghwa ( Corée du Sud)
- Collier de l’ordre de Zayed ( Émirats arabes unis)
- Chevalier du collier de l’ordre d’Isabelle la Catholique ( Espagne)
- Collier de l’ordre de Charles III d'Espagne ( Espagne)
- Grand-croix avec collier de l'ordre de la Croix de Terra Mariana ( Estonie)
- Grand-croix avec collier de l'ordre de la Rose blanche ( Finlande)
- Grand-croix de la Légion d'honneur ( France)
- Grand-croix de l’ordre du Rédempteur ( Grèce)
- Commandeur grand-croix avec collier de l’ordre des Trois Étoiles ( Lettonie)
- Grand-croix avec collier de l’ordre de Vytautas le Grand ( Lituanie)
- Compagnons d’honneur honoraires avec collier de l'ordre national du Mérite ( Malte)
- Collier de l'ordre pro Merito Melitensi (ordre souverain de Malte)
- Collier de l'ordre de l'Aigle aztèque ( Mexique)
- Membre de 2e classe de l’ordre de la République du Monténégro ( Montenegro)
- Grand-croix de l'ordre de Saint-Olaf ( Norvège)
- Collier de l’ordre national du Mérite du Paraguay (en) ( Paraguay)
- Chevalier grand-croix de l'ordre du Lion néerlandais ( Pays-Bas)
- Chevalier de l'ordre de l'Aigle blanc ( Pologne)
- Grand collier de l'ordre de la Liberté ( Portugal)
- Récipiendaire de l’épée du fondateur Sheikh Jassim bin Mohammed bin Thani ( Qatar)
- Grand-croix avec collier de l'ordre de l'Étoile ( Roumanie)
- Chevalier commandeur honoraire de l'ordre de l'Empire britannique ( Royaume-Uni)
- Chevalier honoraire grand-croix de l’ordre du Bain ( Royaume-Uni)
- Grand-croix de l'ordre équestre de Saint-Marin ( Saint-Marin)
- Première classe de l’ordre des Mérites exceptionnels (en) ( Slovénie)
- Chevalier de l'ordre des Séraphins ( Suède)
- Collier de l'ordre de Pie IX ( Vatican)
- Prix Paul VI